# Ariada Volžsk
Ariada-Akpars Volžsk je hokejový tým z Volžsku v Marijsku. Tým byl založen roku 2003 hraje ve druhé nejvyšší euroasijské lize (hokejové lize) v aréně Ariada Sport Palace.